# مناطق منظمة الصحة العالمية

مناطق منظمة الصحة العالمية

تُقسم منظمة الصحة العالمية (WHO) العالم إلى 6 مناطق تُعرف بمناطق منظمة الصحة العالمية لأغراض إعداد التقارير والتحليل والإدارة.

## المنطقة الأفريقية
الجزائر، أنغولا، بنين، بوتسوانا، بوركينا فاسو، بوروندي، الكاميرون، الرأس الأخضر، جمهورية أفريقيا الوسطى، تشاد، جزر القمر، ساحل العاج، جمهورية الكونغو الديمقراطية، غينيا الاستوائية، إريتريا، إثيوبيا، الغابون، غامبيا، غانا، غينيا، غينيا بيساو، كينيا، ليسوتو، ليبيريا، مدغشقر، مالاوي، مالي، موريتانيا، موريشيوس، موزمبيق، ناميبيا، النيجر، نيجيريا، جمهورية الكونغو، رواندا، ساو تومي وبرينسيب، السنغال، سيشل، سيراليون، الصومال,جنوب أفريقيا، إسواتيني، توغو، أوغندا، تنزانيا، زامبيا، زيمبابوي.

## المنطقة الأمريكية
أنتيغوا وباربودا، الأرجنتين، باهاماس، باربادوس، بليز، بوليفيا، البرازيل، كندا، تشيلي، كولومبيا، كوستاريكا، كوبا، دومينيكا، جمهورية الدومينيكان، الإكوادور، السلفادور، غرينادا، غواتيمالا، غيانا، هايتي، هندوراس، جامايكا، المكسيك، نيكاراغوا، بنما، باراغواي، بيرو، سانت كيتس ونيفيس، سانت لوسيا، سانت فينسنت والغرينادين، سورينام، ترينيداد وتوباغو، الولايات المتحدة، الأوروغواي، فنزويلا.

## منطقة جنوب شرق آسيا
بنغلاديش، بوتان، كوريا الشمالية، الهند، إندونيسيا، المالديف، ميانمار، نيبال، سريلانكا، تايلاند، تيمور الشرقية.

## المنطقة الأوروبية
ألبانيا، أندورا، أرمينيا، النمسا، أذربيجان، بيلاروس، بلجيكا، البوسنة والهرسك، بلغاريا، كرواتيا، قبرص، التشيك، الدنمارك، إستونيا، فنلندا، فرنسا، جورجيا، ألمانيا، اليونان، المجر، آيسلندا، جزيرة أيرلندا، إسرائيل، إيطاليا، كازاخستان، قيرغيزستان، لاتفيا، ليتوانيا، لوكسمبورغ، مالطا، موناكو، الجبل الأسود، هولندا، مقدونيا الشمالية، النرويج، بولندا، البرتغال، مولدوفا، رومانيا، روسيا، سان مارينو، صربيا، سلوفاكيا، سلوفينيا، إسبانيا، السويد، سويسرا، طاجيكستان، تركيا، تركمانستان، أوكرانيا، المملكة المتحدة، أوزبكستان.

## منطقة شرق البحر المتوسط
أفغانستان، البحرين، جيبوتي، مصر، إيران، العراق، الأردن، الكويت، لبنان، ليبيا، المغرب، سلطنة عمان، باكستان، الضفة الغربية وقطاع غزة، قطر، السعودية، الصومال، السودان، سوريا، تونس (مدينة)، الإمارات العربية المتحدة، اليمن.

## منطقة غرب المحيط الهادئ
أستراليا، بروناي، كمبوديا، الصين، جزر كوك، فيجي، اليابان، كيريباتي، لاوس، ماليزيا، جزر مارشال، ولايات ميكرونيسيا المتحدة، منغوليا، ناورو، نيوزيلندا، نييوي، بالاو، بابوا غينيا الجديدة، الفلبين، كوريا الجنوبية، ساموا، سنغافورة، جزر سليمان، تايوان، تونغا، توفالو، فانواتو، فيتنام.